# Ochrocydus
Ochrocydus is een kevergeslacht uit de familie van de boktorren (Cerambycidae). De wetenschappelijke naam van het geslacht werd voor het eerst geldig gepubliceerd in 1876 door Pascoe.

## Soorten
Ochrocydus is monotypisch en omvat slechts de volgende soort:
- Ochrocydus huttoni Pascoe, 1876